# Shinsuke Sato
Shinsuke Sato (佐藤 信介, Satō Shinsuke) Hiba, prefectura d'Hiroshima, 16 de setembre de 1970) és un director de cinema i guionista japonès. Ha dirigit diverses adaptacions cinematogràfiques en directe de manga i anime, com ara The Princess Blade (2001), Gantz (2011), I Am a Hero (2016), Bleach (2018), Inuyashiki (2018), Kingdom (2019) i les seves seqüeles.

## Obres

### Cinema
| Any  | Títol                                       | Paper               | Notes                    | Ref.   |
| ---- | ------------------------------------------- | ------------------- | ------------------------ | ------ |
| 1997 | Tokyo Lullaby                               | Guionista           |                          |        |
| 1998 | Tadon to chikuwa (segment "Tadon")          | Guionista           |                          |        |
| 2000 | Zawa-zawa Shimokita-sawa                    | Guionista           |                          |        |
| 2000 | Sunflower                                   | Guionista           |                          |        |
| 2001 | The Princess Blade                          | Director, guionista |                          |        |
| 2002 | Rock'n'Roll Mishin                          | Guionista           |                          |        |
| 2003 | Seventh Anniversary                         | Guionista           |                          |        |
| 2005 | Haru no Yuki                                | Guionista           |                          |        |
| 2005 | Inu no Eiga                                 | Guionista           |                          |        |
| 2006 | Star Reformer                               | Guionista           |                          |        |
| 2008 | Sand Chronicles                             | Director, Guionista |                          |        |
| 2009 | L'illa de l'oblit: Haruka i el mirall màgic | Director            |                          |        |
| 2011 | Gantz                                       | Director            |                          | [ 1 ]  |
| 2013 | Toshokan Sensō                              | Director            |                          | [ 2 ]  |
| 2014 | All-Round Appraiser Q                       | Director            |                          |        |
| 2015 | Toshokan Sensō The Last Mission             | Director            |                          |        |
| 2016 | I Am a Hero                                 | Director            |                          | [ 3 ]  |
| 2016 | Death Note: Light Up the New World          | Director            |                          | [ 4 ]  |
| 2018 | Bleach                                      | Director, Guionista |                          | [ 5 ]  |
| 2018 | Inuyashiki                                  | Director            |                          | [ 6 ]  |
| 2019 | Kingdom                                     | Director, Guionista |                          | [ 7 ]  |
| 2022 | Kingdom 2: Far and Away                     | Director            |                          | [ 8 ]  |
| 2023 | Kingdom 3: The Flame of Destiny             | Director            |                          | [ 9 ]  |
| 2024 | Kingdom 4: Return of the Great General      | Director            |                          | [ 10 ] |
| TBA  | My Hero Academia                            | Director            | Pel·lícula estatunidenca | [ 11 ] |

### Sèries de televisió
| Any          | Títol                      | Paper               | Platforma | Notes        | Ref.   |
| ------------ | -------------------------- | ------------------- | --------- | ------------ | ------ |
| 2016         | Death Note: New Generation | Director            | Hulu      | 1 temporada  | [ 12 ] |
| 2020–present | Alice in Borderland        | Director, Guionista | Netflix   | 3 temporades | [ 13 ] |

### Videojocs
| Any  | Joc                     | Paper                                  |
| ---- | ----------------------- | -------------------------------------- |
| 2002 | Tekken 4                | Dissenyador de personatges i escenaris |
| 2005 | Red Ninja: End of Honor | Suport a la col·laboració              |